# Morte di Mahsa Amini
Mahsa Amini, conosciuta anche come Zina o Jîna Emînî (in persiano مهسا امینی‎, in curdo ژینا ئەمینی‎; Saqqez, 21 settembre 1999 – Teheran, 16 settembre 2022), fu arrestata il 13 settembre 2022 dalla polizia religiosa nella capitale iraniana (dove si trovava con la sua famiglia in vacanza), a causa della mancata osservanza della legge sull'obbligo del velo, in vigore dal 1981 (poi modificata nel 1983) per tutte le donne nel Paese, sia straniere che residenti. Dopo essere stata arrestata per aver indossato l'hijab in modo sbagliato (considerato troppo allentato) e condotta presso una stazione di polizia, la giovane è in seguito deceduta in circostanze sospette il 16 settembre, dopo tre giorni di coma, suscitando l'indignazione dell'opinione pubblica.
La ragazza presentava ferite riconducibili a un pestaggio, nonostante le dichiarazioni della polizia affermassero che fosse deceduta a seguito di un infarto. Testimoni oculari affermarono che era stata picchiata e che aveva battuto la testa. L'incidente avrebbe causato un'emorragia cerebrale. La morte di Mahsa Amini è diventata un simbolo della condizione femminile e della violenza esercitata contro le donne sotto la Repubblica islamica dell'Iran. Il presidente Ebrahim Raisi ha chiesto al ministro dell'Interno Ahmad Vahidi di aprire un'indagine sull'accaduto.
La morte di Amini ha provocato una serie di proteste che sono state descritte dalla CNN come più diffuse di quelle del 2009, 2017 e del 2019, mentre il New York Times le ha definite come le più imponenti nel paese almeno dal 2009. Alcune manifestanti donne si sono provocatoriamente tolte l'hijab o si sono tagliate pubblicamente i capelli come atti di protesta. Iran Human Rights ha riferito che entro dicembre 2022 almeno 476 persone erano state uccise dalle forze di sicurezza che attaccavano i manifestanti in tutto il paese. Amnesty International ha sostenuto che le forze di sicurezza iraniane, in alcuni casi, avevano sparato contro gruppi con proiettili veri e in altri casi avevano ucciso manifestanti picchiandoli con manganelli.

## Il retroscena

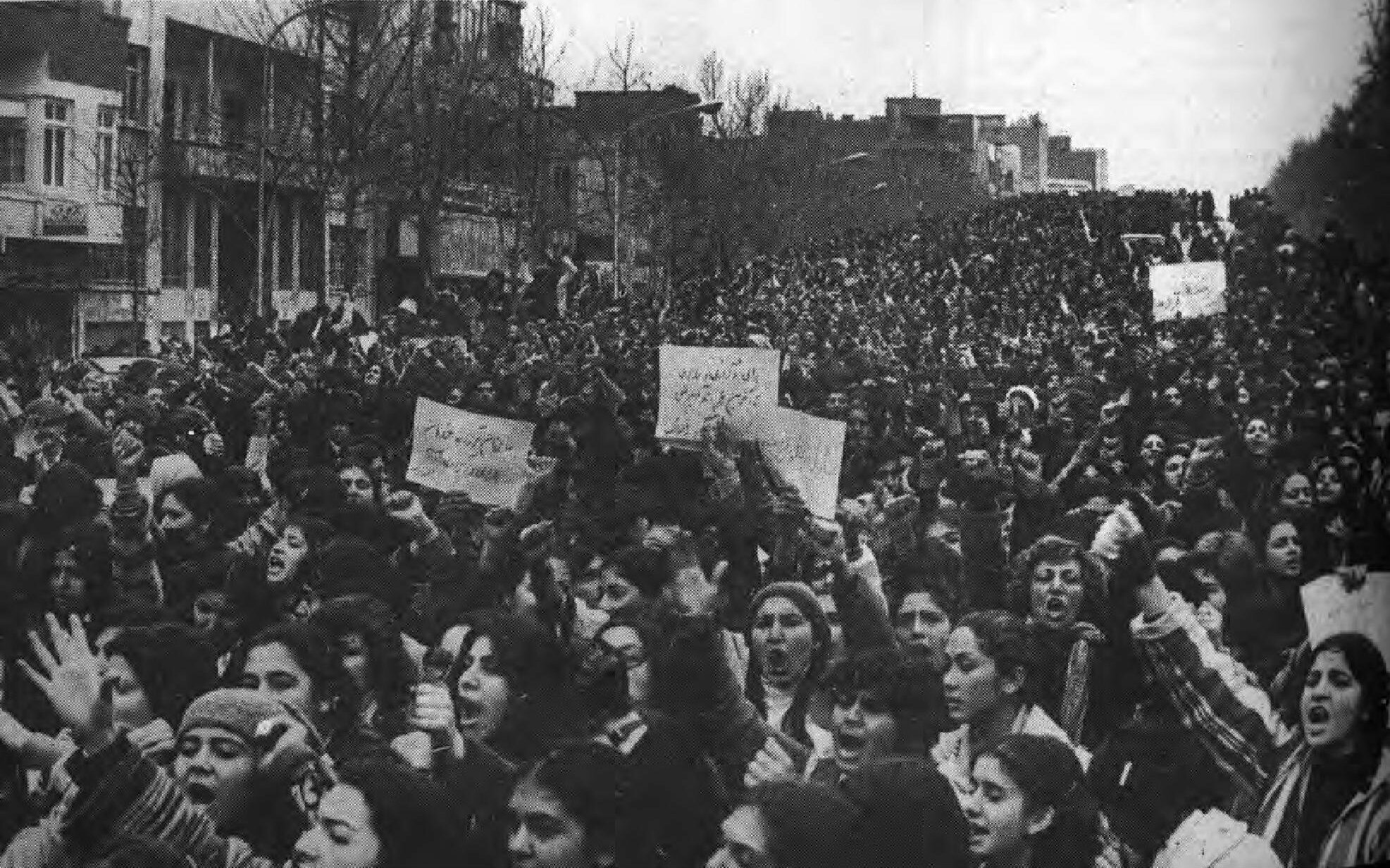
1979 Proteste della Giornata delle donne iraniane contro le leggi sull'hijab obbligatorio

L'Iran ha introdotto un codice di abbigliamento obbligatorio per le donne, in conformità con la loro interpretazione degli standard islamici, poco tempo dopo la rivoluzione iraniana del 1979. Il 7 marzo, meno di un mese dopo la rivoluzione, il leader supremo Ruhollah Khomeini ha decretato l'hijab (velo islamico) obbligatorio per tutte le donne sul posto di lavoro. Ha inoltre decretato che alle donne non sarebbe più stato permesso di entrare in nessun ufficio governativo senza l'hijab, poiché sarebbero state "nude" senza il velo. Khomeini ha detto che le donne non devono comunque indossare una copertura integrale e che possono scegliere qualsiasi tipo di abbigliamento preferito purché le copra adeguatamente e abbiano un hijab. Il suo successore Ali Khamenei ha affermato che l'hijab non impedisce affatto le attività sociali, politiche o accademiche.
Violenze e molestie contro le donne che non indossavano l'hijab secondo gli standard del governo iraniano erano state segnalate dopo la rivoluzione, sia da parte del personale delle forze dell'ordine che da vigilantes filogovernativi. Dal 1980, le donne non potevano entrare negli edifici governativi o pubblici o frequentare il posto di lavoro senza il velo. Nel 1983, nel codice penale è stato introdotto l'hijab obbligatorio in pubblico, affermando che "le donne che si presentano in pubblico senza l'hijab religioso saranno condannate fino a 74 frustate". In pratica, tuttavia, un certo numero di donne, come Saba Kord Afshari e Yasaman Aryani, sono state condannate a pesanti pene detentive.

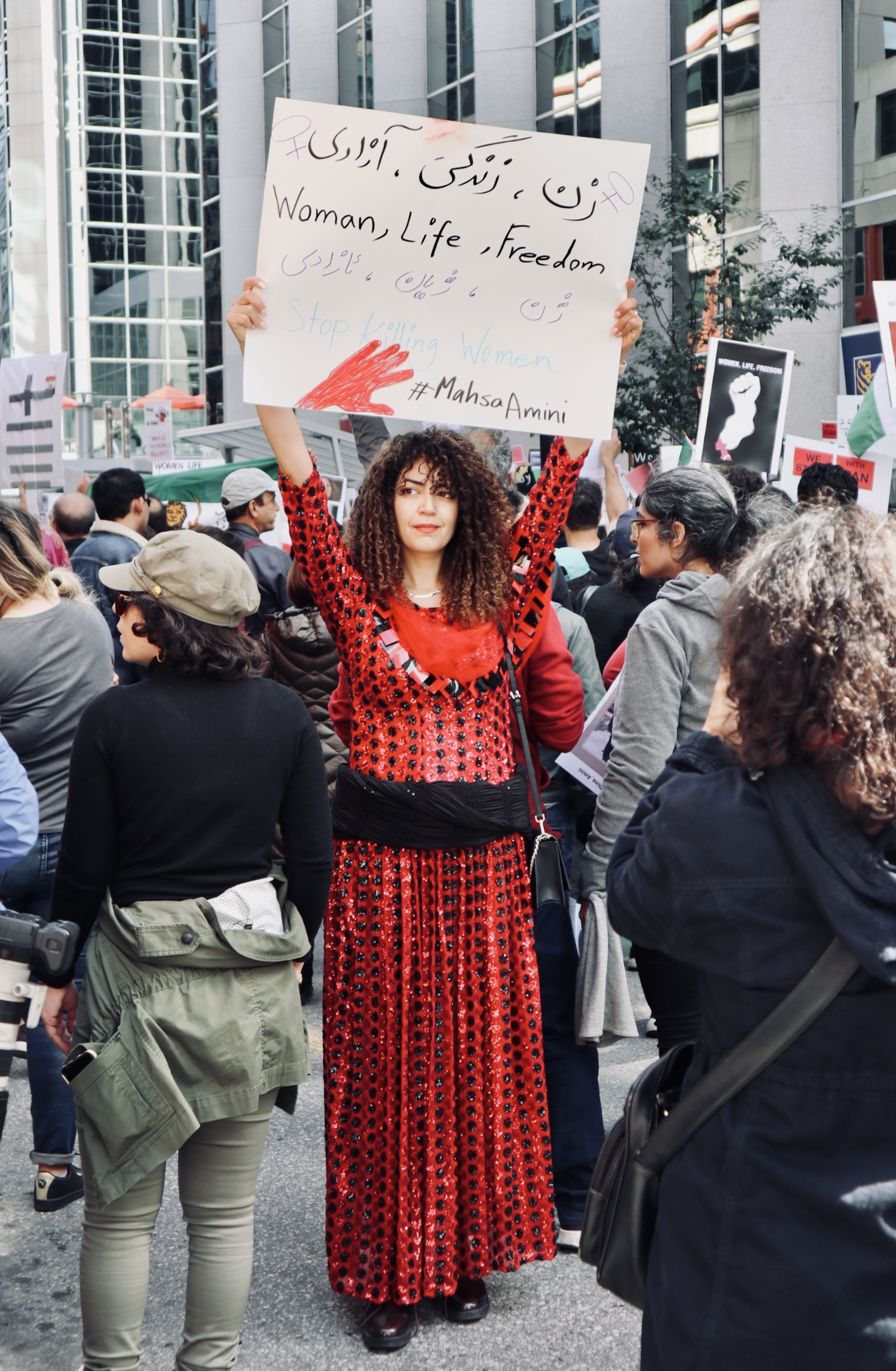
Protesta a Ottawa, in Canada

Negli anni 2010 e 2020, l'abbigliamento nella società iraniana ha subito cambiamenti significativi e le giovani donne in particolare hanno iniziato a essere più liberali riguardo alle regole dell'hijab. Ciò ha spinto la Polizia Morale iraniana a lanciare campagne intermittenti per ammonire verbalmente o violentemente, arrestare e "rieducare" le donne che consideravano indossare l'hijab in modo errato. In circostanze di routine, le detenute vengono portate in un centro dove vengono nuovamente istruite sulle regole dell'abbigliamento, prima di essere costrette a firmare un impegno a rispettare tali regole e quindi essere autorizzate a rientrare nelle loro famiglie.
Le proteste contro l'hijab obbligatorio sono comuni dal 1979. Una delle più grandi proteste si è svolta tra l'8 e il 14 marzo 1979, a partire dalla Giornata internazionale della donna, un giorno dopo l'introduzione delle regole dell'hijab da parte della Repubblica islamica. Le proteste contro le regole obbligatorie dell'hijab sono continuate, come nel 2019-2020, quando i manifestanti hanno attaccato un furgone della Polizia Morale e liberato due donne detenute.
Nel 2020, due rappresentanti del leader del governo iraniano Ali Khamenei hanno affermato separatamente che le donne velate in modo improprio dovrebbero sentirsi "insicure". I rappresentanti in seguito hanno fatto marcia indietro e hanno affermato che i loro commenti erano stati fraintesi. Tra la popolazione generale, un sondaggio indipendente condotto nello stesso anno ha mostrato che il 58% degli iraniani non credeva del tutto nell'hijab e il 72% era contrario alle regole obbligatorie del velo. Solo il 15% ha insistito sull'obbligo legale di indossarlo in pubblico.

## La vittima
Mahsa Amini era nata il 21 settembre 1999 da una famiglia curda a Saqqez, nella provincia del Kurdistan, nell'Iran nordoccidentale. Mentre Mahsa era il suo nome ufficiale persiano, il suo nome curdo era Jina, e questo era il nome usato dalla sua famiglia. Suo padre è un impiegato in un'organizzazione governativa e sua madre una casalinga. Aveva frequentato il liceo femminile Taleghani a Saqqez, diplomandosi nel 2018. Al momento della sua morte, Amini era appena stata ammessa all'università, con l'obiettivo di diventare avvocata.

## Circostanze della morte

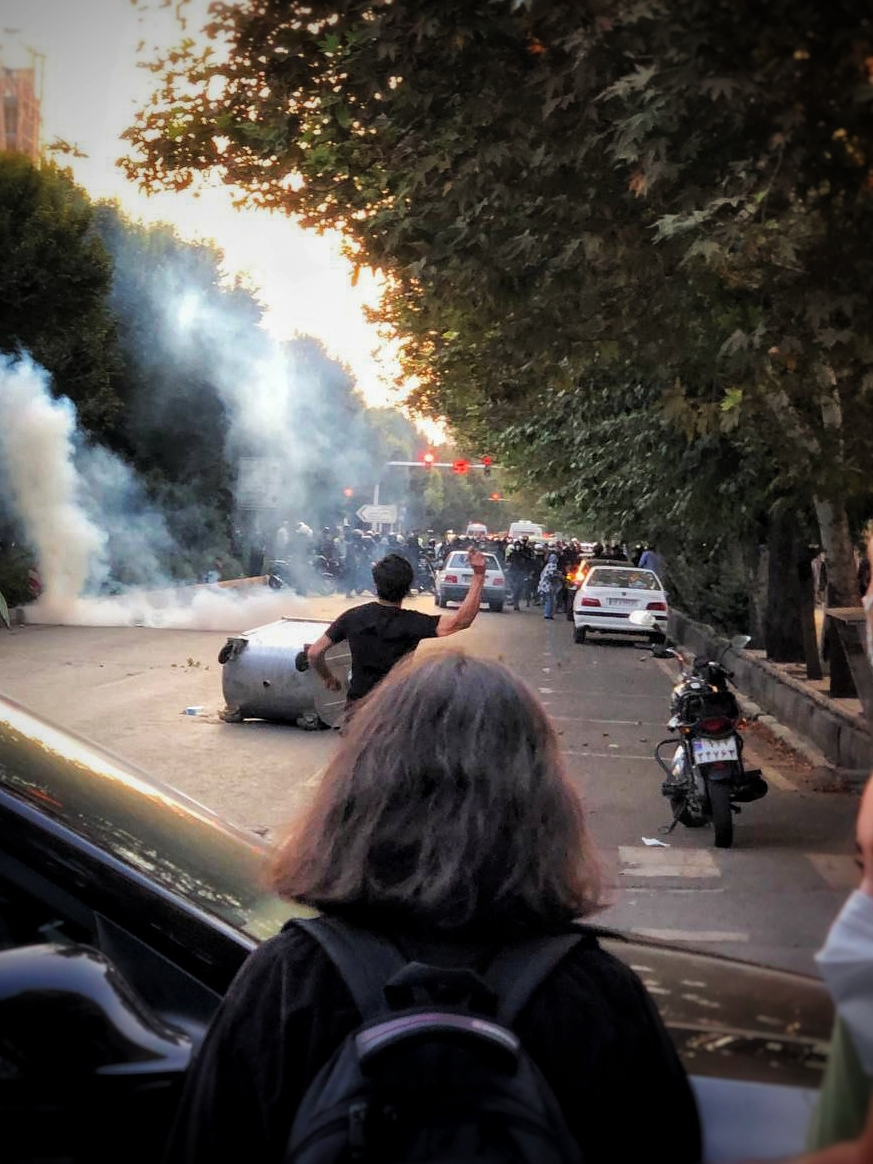
Rivolta a Tehran, Keshavarz Boulevard, settembre 2022

Mahsa Amini si era recata in vacanza a Teheran con la sua famiglia, dove venne arrestata il 13 settembre all'ingresso dell'autostrada Haqqani dalle "Pattuglie dell'Orientamento" (in persiano گشت ارشاد‎, gašt-e eršād), la polizia per la morale iraniana, mentre era in compagnia di suo fratello Kiaresh. Durante il trasporto alla stazione della polizia fu detto loro che la giovane sarebbe stata condotta in un centro di detenzione per essere sottoposta a un "breve corso sul hijab" e rilasciata entro un'ora.
Dopo due giorni di coma all'ospedale Kasra di Tehran, la ragazza è deceduta in seguito alle ferite riportate. Il giorno del decesso, la clinica dove era stata ricoverata Amini diffuse un post sulla sua pagina Instagram dove si affermava che la giovane era già cerebralmente morta quando è stata ricoverata. In seguito però il post di Instagram è stato cancellato. Il fratello Kiaresh, durante il ricovero, aveva notato dei lividi sulla testa e le gambe della sorella. Un certo numero di medici ha ritenuto che Mahsa avesse subito una lesione cerebrale, tra cui sanguinamento dalle orecchie e lividi sotto gli occhi, con fratture ossee, emorragia ed edema cerebrale.

## Conseguenze

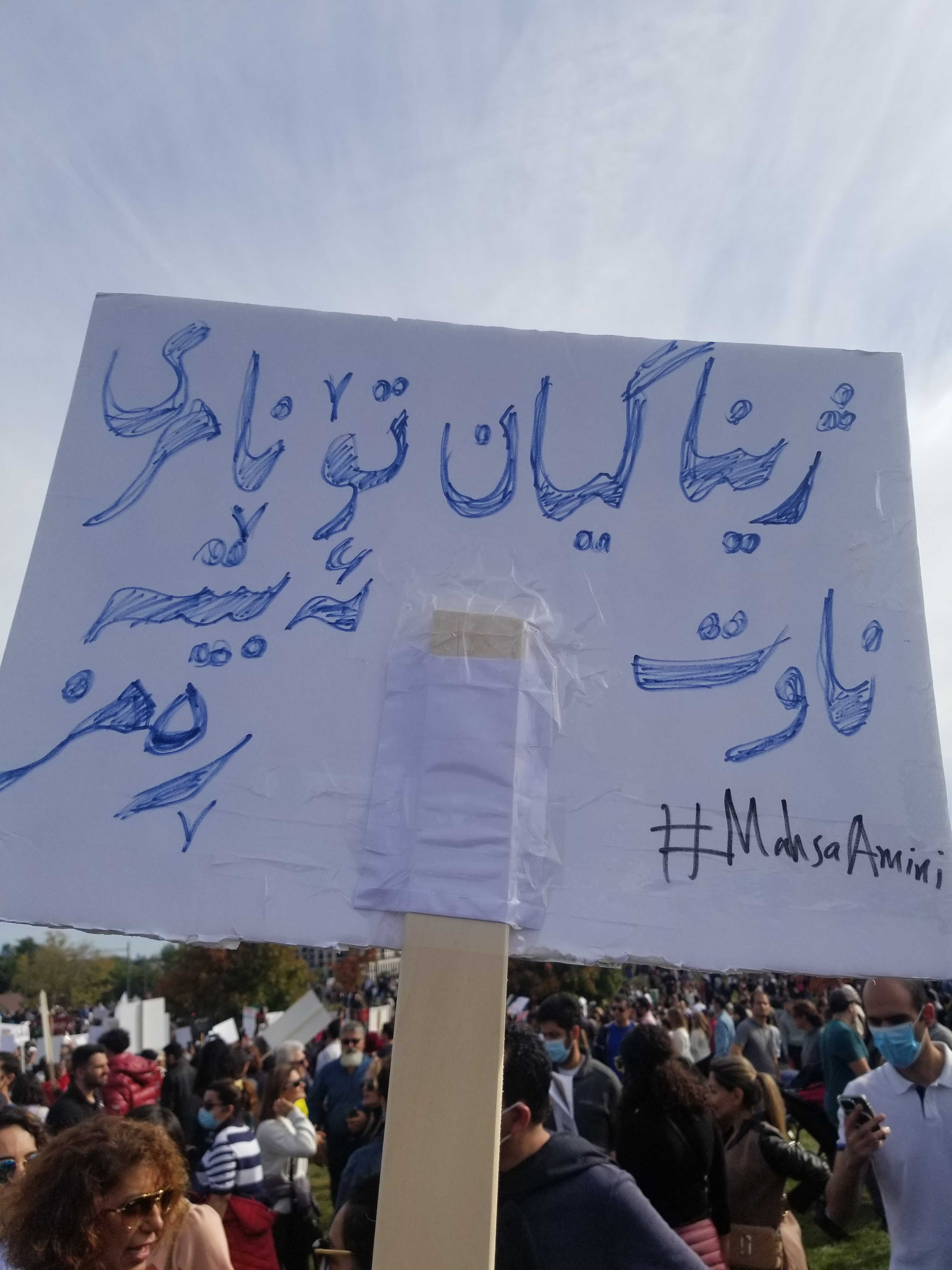
Un cartello in una protesta a Toronto con l'epitaffio sulla tomba di Amini in curdo che recita "Jina, cara! Non morirai. Il tuo nome si trasformerà in un simbolo".

Dopo la morte di Mahsa Amini, si sono scatenate diverse proteste in Iran. Amnesty International ha chiesto un'indagine sulla sua morte. Il 22 settembre il gruppo informatico Anonymous ha interrotto diversi siti web controllati dal governo iraniano e affiliati allo Stato come simbolo di sostegno delle proteste, alle quali si sono uniti anche diversi personaggi influenti: Javaid Rehman, relatore speciale delle Nazioni Unite, ha espresso il suo rammarico riguardo la vicenda affermando che questa è "segno di diffusa violazione dei diritti umani in Iran". Anche il ministero degli Esteri francese e il segretario di Stato degli Stati Uniti Antony Blinken hanno condannato la vicenda. L'ayatollah iraniano Bayat-Zanjani ha affermato che la Guidance Patrol "non è solo un organismo illegale e anti-islamico, ma anche illogico. Nessuna parte delle leggi del nostro Paese assegna alcuna missione o responsabilità a questa forza di vigilanza. Quest'organo di polizia commette solamente atti di repressione e immorali".
Durante le proteste innescate dalla morte di Mahsa Amini, il cantante Shervin Hajipour ha pubblicato il brano Baraye... (in persiano برای, Per... o A causa di...) in cui ha inserito tweet di protesta che iniziano con la parola Baraye.
Nel dicembre 2022 viene classificata come una delle 100 donne più potenti al mondo secondo Forbes.
L'11 Agosto 2024 l'Iran rilascia su cauzione le reporter che seguirono caso Amini. Elaheh Mohammadi, 37 anni, e Niloufar Hamedi, 31 anni, sono libere su cauzione dopo più di un anno nella prigione di Evin a Teheran per la loro copertura della morte in custodia nel settembre 2022 di Mahsa Amini, un decesso che aveva scatenato proteste a livello nazionale. Due distinte corti d'appello di Teheran hanno deciso di assolverle dall'accusa di collaborazione con gli Stati Uniti, hanno detto gli avvocati ai quotidiani Shargh e Ham Mihan.